# KoN
KoN (콘), születési nevén I Ilgun (hangul: 이일근 , handzsa: Lee Il-geun); Szöul, október 17.) dél-koreai hegedűművész, énekes, zeneszerző, színész. Dél-Korea első cigány-hegedűművésze.

## Élete
Szöulban született. A Szöuli Művészeti Középiskolában tanult. A Szöuli Nemzeti Egyetemen diplomázott.

## Diszkográfia
KoN 2010. január 15-én adta ki első albumát, a Nuevo Gypsy-t. Az első japán középlemezén, a Nuevo Impacto-n, az Ai wa doko ni az Akai Ito no Onna című japán filmsorozatnak a főcímdala.

### Középlemezek
| Cím                | Album részletei |
| ------------------ | --- |
| Nuevo Gypsy        | - Kiadás időpontja: 2010. január 15. - Kiadó: Windmill Entertainment - Formátum: CD - Nyelv: koreai - Számlista 1. Fatal Invitation 2. Piranda 3. Going Together 4. Lautarian 5. Kiss of Gypsy                               |
| Nuevo Impacto      | - Kiadás éve: 2012. október 24. - Kiadó: Pony Canyon - Formátum: CD - Nyelv: japán - Számlista 1. Nuevo Impacto 2. 最初から今まで 3. 言葉にできない 4. Libertango 5. 時の河 6. 赤い糸 7. 冷たい雨 8. 愛はどこに              |
| Nuevo Gypsy Vol. 2 | - Kiadás időpontja: 2013. július 8. - Kiadó: Wingmill Entertainment - Formátum: CD - Nyelv: koreai - Számlista 1. Street Gypsy 2. The Rules of Life 3. Esmeralda 4. Do You Remember Me? 5. The Road 6. La Fiesta de la Calle |

#### Kislemezek
- Nothing But Your Love (2013)
- Geudaeneun eodie (2013)

### Promocionális kislemezek
| Év   | Cím                                        | Album                                                   |
| ---- | ------------------------------------------ | ------------------------------------------------------- |
| 2016 | V3 II (Kim SeHwang-gal és Studio Doma-val) | Music & Beat - O2Jam (Original Game Soundtrack), Vol. 1 |

## Filmográfia

### Televíziós sorozatok
- Akai Ito no Onna (2012)
- Suzuko no Koi (Go Taewoo szerepében) (2012)

### Musicalek
- Moby Dick (2011)
- Ophelia
- FAME